# إيرل هيرش
إيرل هيرش (بالإنجليزية: Earl Hersh)‏ هو لاعب كرة قاعدة أمريكي، ولد في 21 مايو 1932، وتوفي في 18 مارس 2013 في هانوفر في الولايات المتحدة.

## وصلات خارجية
- إيرل هيرش على موقع دوري كرة القاعدة الرئيسي (الإنجليزية)
- إيرل هيرش على موقعبيزبول رفرنس.كوم (الدوري الرئيسي) (الإنجليزية)
- إيرل هيرش على موقعبيزبول رفرنس.كوم (الدوري الثانوي) (الإنجليزية)
- إيرل هيرش على موقع إي إس بي إن.كوم (أم.أل.بي) (الإنجليزية)
- إيرل هيرش على موقع مشجعي الرسوم البيانية (الإنجليزية)